# Белоярское (сельское поселение)
Белоярское — упразднённое муниципальное образование со статусом сельского поселения в Приуральском районе Ямало-Ненецкого автономного округа Российской Федерации.
Административный центр — село Белоярск.
Упразднено в 2021 году в связи с преобразованием муниципального района в муниципальный округ.

## История
Статус и границы сельского поселения установлены Законом Ямало-Ненецкого автономного округа от 16 декабря 2004 года № 100-ЗАО «О наделении статусом, определении административного центра и установлении границ муниципальных образований Приуральского района»

## Население
| 2010  | 2011  | 2012  | 2013  | 2014  | 2015  | 2016  |
| ----- | ----- | ----- | ----- | ----- | ----- | ----- |
| 3370  | ↗3374 | ↗3472 | ↘3456 | ↗3477 | ↗3517 | ↗3557 |
| 2017  | 2018  | 2019  |       |       |       |       |
| ↗3614 | ↗3656 | ↗3678 |       |       |       |       |

## Населённые пункты
В состав сельского поселения входили 3 населённых пункта:
| № | Населённый пункт | Тип населённого пункта       | Население |
| - | ---------------- | ---------------------------- | --------- |
| 1 | Белоярск         | село, административный центр | ↗2178     |
| 2 | Лаборовая        | деревня                      | ↘549      |
| 3 | Щучье            | посёлок                      | ↘737      |